# 미고 (운영 체제)
미고(영어: MeeGo)는 노키아, 인텔, 리눅스 재단이 공동으로 개발한 모바일 운영 체제이다.

## 역사
인텔의 리눅스 기반의 모블린을 개발했다. 2010년 2월 MWC(Mobile World Congress)에서 인텔과 노키아가 합작으로 참여하기로 발표하면서 개발이 시작되었다. 미고는 인텔의 리눅스 기반 운영 체제인 모블린(Moblin)과 노키아의 리눅스 기반 운영 체제인 마에모(Maemo)를 하나의 프로젝트로 통합하는 것을 목적으로 한다.
현재 버전은 넷북용, 모바일용 두가지가 있다. 미고 개발은 리눅스 재단이 주관한다. 인텔에 따르면, 마이크로소프트의 윈도우 7이 인텔의 아톰 프로세서를 포괄적으로 지원하지 못하기 때문에 미고 운영 체제를 개발하게 되었다고 밝혔다. 2010년 11월 15일 AMD는 미고 OS 프로젝트 개발 참여하기도 하였다.
노키아는 2011년 초 MS 출신 스티븐 엘롭을 영입하고 윈도폰을 주력으로 삼겠다고 발표하였다. 노키아는 미고 프로젝트에서 떠났으나, 미고 OS 휴대폰 N9는 예정되어 출시되었다.
2011년 9월, 인텔은 LiMo Foundation의 LiMo와 함께 타이젠으로 대체한다고 발표하였다.

## 특징
물리 버튼 없이 터치로만 모든 작업과 기능을 수행할 수 있다.

## 시스템 요구사항
미고는 소형 컴퓨터 기기를 포함하여 차량에 설치된 장치, 넷북과 텔레비전 등의 다양한 하드웨어에서 동작하도록 설계되었다. 모든 플랫폼은 미고 코어를 공유하며, 각각의 기기에 맞는 다른 사용자 경험(UX)을 제공한다. 미고는 ARM 프로세서와 x86 모두 지원한다.

## 사용자 인터페이스

### 넷북
넷북 UX는 기존의 인텔의 모블린의 연속이다. 넷북 UX는 Clutter 기반의 Mx Toolkit으로 작성되었다.

### 모바일기기

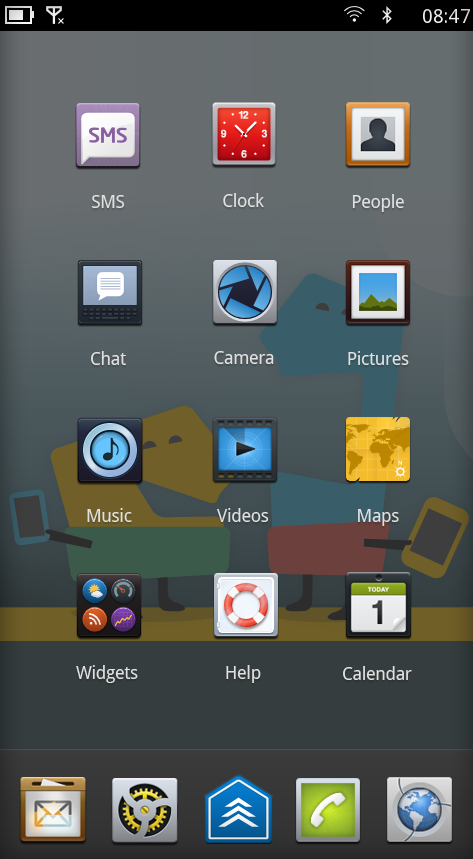
미고 1.1의 Handset UX

모바일 기기(Handset)의 UX는 Qt에 기반한다. 하지만 모블린 애플리케이션의 호환성 확보를 위해 GTK+와 Clutter가 탑재될 예정이다.

### 태블릿

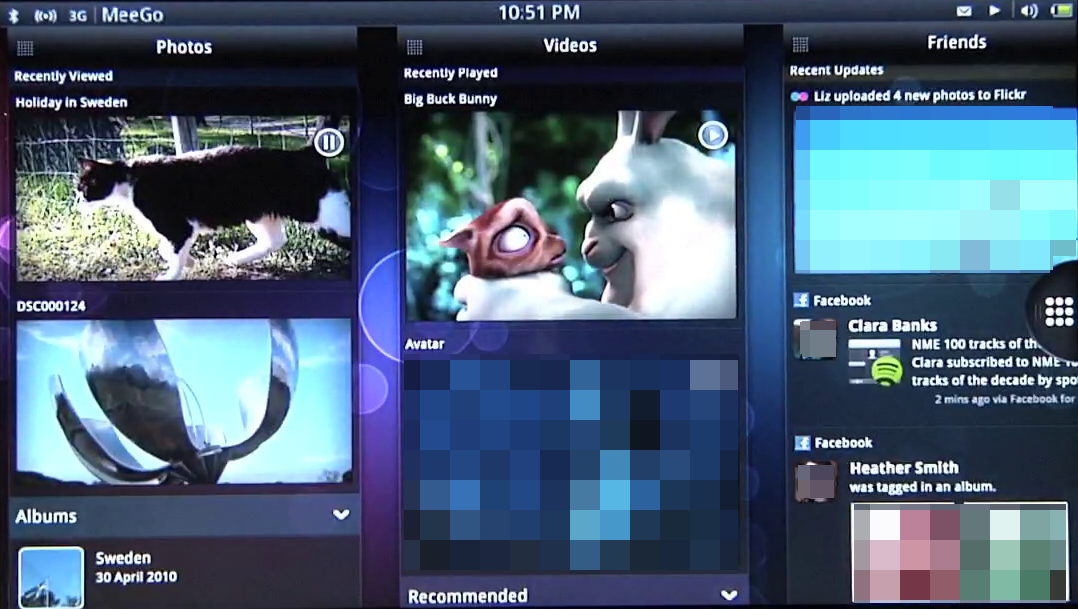
미고 태블릿 UX의 pre-alpha 버전

인텔은 2010년 6월 타이베이에서 열린 컴퓨텍스에서 무어스타운 기반의 태블릿 PC의 UX를 시연한 바 있지만, 아직 구체적인 기술사항은 밝혀지지 않았다.

## 출시 일정
|       | 버전 | 리눅스 커널 버전 | 출시일             |
| ----- | ---- | ---------------- | ------------------ |
| MeeGo | 1.0  | 2.6.33           | 2010년 5월 26일    |
| MeeGo | 1.01 | 2.6.33.5         | 2010년 6월 11일    |
| MeeGo | 1.1  | 2.6.35           | 2010년 10월        |
| MeeGo | 1.2  | 2.6.37           | 2011년 5월 19일    |
| MeeGo | 1.3  | 2.6.37           | 2011년 10월 (취소) |

| 지원 상황: | 지원 상황: | 지원 상황:  |
| ---------- | ---------- | ----------- |
| 이전 버전  | 최신 버전  | 중단된 버전 |

## 탑재 기기
- Lenovo IdeaPad S100 : 넷북
- 삼성 N100 (Meego Ver) : 넷북
- Asus Eee PC X101 (Meego Ver) : 넷북
- Acer Iconia Tab M500 : 태블릿
- Nokia N9 : 스마트폰

## 같이 보기
- 모블린
- 마에모

### 스마트폰 OS
- 안드로이드 (운영 체제)
- iOS
- 블랙베리 OS
- 윈도우 폰 7
- 리모
- 바다 (운영 체제)
- 타이젠
- 우분투 모바일
- 세일피시 OS